# Irène Asanina
Irène Asanina était l'épouse de l'empereur byzantin Jean VI Cantacuzène.

## Biographie
Asanina était fille d'Andronic Asen et de sa femme Tarchanaiotissa. Ses grands-parents paternels étaient Ivan Asen III tsar de Bulgarie et Irène Paléologue, la fille de Michel VIII Paléologue
Jean Cantacuzène était le confident et ami d'Andronic III Paléologue. Ce dernier décède le 15 juin 1341 laissant l'Empire byzantin aux mains de son fils aîné Jean V Paléologue, âgé seulement de neuf ans. La régence est assurée par sa mère Jeanne de Savoie, mais l'administration de l'Empire revient à Jean Cantacuzène.
Dans le même temps, Stefan Uroš IV Dušan de Serbie lance une invasion du nord de la Thrace. Cantacuzène quitte Constantinople pour tenter de rétablir l'ordre dans la région. Anne profite de son absence pour le dépouiller de ses titres, de sa fortune et de le déclarer ennemi de l'État. Mais Cantacuzène conservait le contrôle d'une partie de l'armée byzantine et, le 26 octobre 1341, il se proclame empereur à Didymoteicho. Irène est couronnée impératrice à ses côtés. Un de ses premiers actes en tant qu'impératrice fut d'obtenir la libération de ses deux frères, Jean et Manuel Asen, qui avaient été emprisonnés  en 1335 sur une accusation de trahison.
Ce fut le début d'une guerre civile qui durera jusqu'en 1347. Pendant la guerre, Irène est resté à Didymoteicho avec ses trois filles, tandis que Jean fait campagne. Elle défend la ville contre les attaques du tsar bulgare Ivan Alexandre pendant l'hiver 1343. Ses efforts courageux ont impressionné beaucoup de ses contemporains, tel l'historien Nicéphore Grégoras. Le 3 février 1347, les deux parties parviennent à un accord. Jean VI a été accepté comme empereur senior avec Jean V comme son co-empereur junior. L'accord est scellé par le mariage d'Hélène Cantacuzène, la fille de Jean et Irène avec Jean V. 
Plus tard Jean V relance le conflit en 1352. Le 4 décembre 1354, Jean VI abdique et l'ex-couple impérial se retire dans des monastères. Dans le cas d'Irène, au couvent de Sainte-Marthe sous le nom monastique Eugenia. En 1356 et l'année suivante, Irène rejette l'offre de Ziani qui projetait de libérer son fils Mathieu Cantacuzène, alors emprisonné par l'empereur Jean V, et de le réintégrer comme empereur. En 1359, elle est rejointe au couvent par sa fille Maria et sa petite-fille Théodora, la fille aînée de Matthieu.

## Famille
Irène a épousé Jean Cantacuzène, fils de Michel Cantacuzène et Theodora Angelina Paléologue. 
Le couple eut six enfants: 
- Mathieu Cantacuzène (1325 - 24 juin 1383), co-empereur de 1353 à 1357, puis despote en Morée.
- Manuel Cantacuzène (1326 - 10 avril 1380), despote en Morée.
- Andronic Cantacuzène (1334 - 1347), mort de  la peste
- Marie Cantacuzène (mort après 1379), épouse Nicéphore II Orsini despote de l'Épire
- Théodora Cantacuzène (morte après 1381), épouse du Sultan Orhan de l'Empire ottoman
- Hélène Cantacuzène (1333-1310 Décembre 1396), qui a épousé l'empereur Jean V Paléologue

## Source de la traduction
- (en) Cet article est partiellement ou en totalité issu de l’article de Wikipédia en anglais intitulé « Irene Asanina » (voir la liste des auteurs).